# Berufsfachschule für Musik
Eine Berufsfachschule für Musik oder Musikfachschule bietet eine berufliche Ausbildung zum Musiker auf Fachschulebene und qualifiziert für ein weiteres Studium an Musikhochschulen und Konservatorien. Konzepte, Schwerpunkte und Abschlussmöglichkeiten variieren. Die Trägerschaft kann staatlich, kirchlich oder privat sein.

## Berufsfachschulkonzept in Bayern
Angesichts eines Aufschwungs der Laienmusik und des steigenden Bedarfs an qualifizierten Ensemble- und Chorleitern bestehen in Bayern seit dem Jahr 1977 Berufsfachschulen für Musik. Seit Jahrzehnten gibt es in jedem bayerischen Regierungsbezirk eine solche Schule.
Die Ausbildung erfolgt in Vollzeitunterricht mit 22 bis 32 Wochenstunden, dauert zwei Schuljahre und endet mit dem staatlichen Abschluss Staatlich geprüfter Ensembleleiter/Chorleiter bzw. in der Popularmusik Staatlich geprüfter Leiter der Popularmusik. Die Absolventen leiten Chöre, Blasorchester, Kammerorchester und andere Ensembles verschiedener Stilrichtungen. Die erworbene Qualifikation ermöglicht ebenso Tätigkeiten als Arrangeur, Musiklehrer, Bandmusiker, Studiomusiker, Aushilfsmusiker und Komponist. In der Fachrichtung Kirchenmusik schließt die Ausbildung mit der kirchenmusikalischen C-Prüfung ab.
In einem dritten Schuljahr können die Absolventen entweder eine Lehrbefähigung für Sing- und Musikschulen erwerben (pädagogisches Aufbaujahr) oder die künstlerische Ausbildung vertiefen und die Befähigung zum wissenschaftlichen Arbeiten nachweisen (künstlicherisches Aufbaujahr).
Zudem können sich Absolventen der zweijährigen Berufsfachschule am Staatsinstitut Ansbach zum Fachlehrer für Musik und Kommunikationstechnik oder für Musik und Sport fortbilden lassen und auf dieser Grundlage an Grund-, Mittel-, Real- und Förderschulen unterrichten.
Unabhängig von den angestrebten Abschlüssen dient die Ausbildung an einer Berufsfachschule für Musik auch als Vorbereitung auf die Eignungsprüfung an einer Hochschule für Musik.

### Fachrichtungen
Folgende Fachrichtungen werden angeboten:
- Klassik
- Kirchenmusik
- Rock / Pop / Jazz
- Musical
- Volksmusik

### Standorte
Es existiert mindestens eine Berufsfachschule für Musik in jedem der sieben bayerischen Bezirke. Die Standorte sind:
- Altötting (Oberbayern): Max-Keller-Schule[3]
- Bad Königshofen (Unterfranken): Berufsfachschule für Musik Bad Königshofen[4]
- Dinkelsbühl (Mittelfranken): Berufsfachschule für Musik des Bezirks Mittelfranken
- Kronach (Oberfranken): Berufsfachschule für Musik Oberfranken
- Krumbach (Schwaben): Berufsfachschule für Musik des Bezirks Schwaben
- München (Oberbayern): Neue Jazzschool München e. V.
- München (Oberbayern): Abraxas-Musical-Akademie, Berufsfachschule für Musical-Darsteller
- Nürnberg (Mittelfranken): Berufsfachschule für Musik für Blinde, Sehbehinderte und Sehende
- Nürnberg (Mittelfranken): Musication Berufsfachschule für Musik
- Plattling (Niederbayern): Berufsfachschule für Musik des Landkreises Deggendorf[5]
- Regensburg (Oberpfalz):  Music College für Rock/Pop/Jazz.
- Sulzbach-Rosenberg (Oberpfalz): Berufsfachschule für Musik des Bezirks Oberpfalz

## Weitere Musikfachschulen
Berufsfachschulen für Musikberufe in öffentlicher, kirchlicher und privatwirtschaftlicher Trägerschaft gibt es auch in anderen Bundesländern im Bereich der Kirchenmusik, der populären Musik und des Musiktheaters. Weitere Fachschulen bilden zum Beruf des Musikinstrumentenbauers.
Die folgenden Ausbildungsstätten auf Fachschulniveau bieten den Abschluss des Kirchenmusik C- oder D-Examen.
- Kirchenmusikalische Ausbildungsstätte Schlüchtern[6]
- Institut für Kirchenmusik Mainz (C- und D-Examen)
- Musikakademie St. Gallen[7]

Für den Musikinstrumentenbau bilden die folgenden Berufsfachschulen:
- Ludwigsburg: Oscar-Walcker-Schule, Klavier- und Cembalobauer[8] und Musikinstrumentenbau[9]
- Mittenwald: Instrumentenbauschule[10]
- Vogtland: Berufs- und Berufsfachschule Vogtländischer Musikinstrumentenbau Klingental[11]

Weitere Berufsfachschulen für Musik sind:
- Music College Hannover[12]
- Hamburg: School of Music – staatlich anerkannte Berufsfachschule für Popularmusik (Rock, Pop, Jazz)[13]
- Berufsfachschule für Musik am Hamburger Mozarteum[14]
- Bad Nenndorf: CJD-Schule Schlaffhorst-Andersen[15]
- Frankfurt am Main: Stage & Musical School Frankfurt. Staatlich anerkannte Berufsfachschule für Musical und Schauspiel[16]
- Leipzig: Musifa. Berufsfachschule für Rock, Pop und Jazz.[17]
- Zweibrücken: Die Musikerschmiede. Berufsfachschule für Instrumentalsolisten[18]

## Musikfachschulen in der UdSSR
Das Netz von den Berufsfachschulen für Musik (russisch музыкальные училища, manchmal auch russisch музыкальные колледжи) funktionierte in der Sowjetunion (UdSSR) und funktioniert heutzutage in vielen postsowjetischen Staaten, unter anderem in Russland. Dabei gab (gibt) es zwei Type von Musikfachschulen. Die ersten bilde(te)n die Musikpädagogen für Kindergärten und Mittelschulen aus. Die zweiten spiel(t)en die Rolle der Werdegangsstufe zwischen dem Abschluss siebenjähriger Musikschule für Kinder/Jugendliche und der Immatrikulation am Konservatorium. In beiden Fällen dauert(e) das Fachschulstudium vier Jahre.
Im allgemeinen, weltweit, ist aber eine spezielle Musikstudiumstufe am Fachschulniveau eher unüblich. Diejenigen, die zu den Fachmusikern werden wollen, treffen diese Entscheidung schon im Grundschulalter und gehen in die Musikgymnasien über. Nach dem Gymnasium kann man entweder schon beruflich arbeiten oder direkt zum Konservatorium bzw. Hochschule für Musik zugelassen sein. In Russland ist solche Variante möglich, falls eine elf- (früher zehn-) jährige Sondernmusikschule (äquiv. Musikgymnasium, Beispiel: Zentrale Musikschule Moskau), statt einfacher Kindermusikschule, abgeschlossen ist.